# Kanjut Sar
Kanjut Sar es una montaña pakistaní localizada en el Hispar Muztagh, una subcordillera del Karakórum. Es la 26ª montaña más alta del mundo y la decimotercera de Pakistán.
El Kanjut Sar consiste en dos picos distintos:
- el Kanjut Sar I, de 7.760 metros.
- el Kanjut Sar II, al sureste del I, de 6.831 metros.

El Kanjut Sar fue ascendido por primera vez en 1959 por Guido Monzino, formando parte de una expedición italiana.